# Alexander Courage
Alexander Courage (10 de diciembre de 1919 - 15 de mayo de 2008) fue un veterano compositor de bandas sonoras estadounidense famoso por -entre otras cosas-, ser el creador del tema musical de la serie original Star Trek. Se diplomó en la "Eastman School of Music" en 1941, y pronto se convirtió en uno de los más prestigiosos orquestadores de Hollywood, aunque como compositor en solitario nunca ha sido considerado uno de los grandes.
En 1987 hizo la música de Superman para el filme Superman IV.

## Premios y nominaciones
Premios Óscar
| Año  | Categoría                                  | Película          | Resultado |
| ---- | ------------------------------------------ | ----------------- | --------- |
| 1966 | Mejor orquestación de una película musical | En busca del amor | Nominado  |
| 1968 | Mejor orquestación de una película musical | Doctor Dolittle   | Nominado  |

- Premios Emmy.
- Ganador por Julie Andrews: The Sound of Christmas en 1987
- Nominado por Liberty Weekend en 1986.